# Јеромонах Пахомије
Јеромонах Пахомије био је српски православни јеромонах и један од првих штампара књига на српском језику. Технике штампања научио је од стране јеромонаха Макарија у штампарији Црнојевића у периоду од 1494—1496. године. Од стране Божидара Вуковића, 1518. године добио је позив да дође у Венецију у Вуковићеву штампарију, где је био штампар и уредник у периоду од 1519—1521. године.

## Рад
Прва штампарија у којој је Пахомије радио била је штампарија Црнојевића, где је радио у периоду од 1494—1496. године. Након што је научио технике штампања од јеромонаха Макарија и праксирао се у штампарији Црнојевића, радио је у Вуковићевој штампарији. Пахомије је био један од осам штамапра који су радили у штампарији Црнојевића.
Године 1518. Божидар Вуковић позвао је Пахомија да дође у Венецију и буде уредник и штампар у његовој штампарији. Пахомије је био руководилац штампарије у Венецији, где је такође радио као уредник. Штамарија је била активна у периоду од 1519—1521 и 1536—1540. године. У првом периоду Пахомије је штампао три књиге (Часловац или Плсалтир) 1519. године, Литургијар и Молитвеник.
 У марту 1520. године на једној од књига коју је штампао, Пахомије је написао да је са Диклоклитског језера. У документу из 1544. године написао је река уместо Ријека Црнојевића, што говори да је Пахомије био родом из данашње Србије, регије где је заступљен екавски изговор, међутим у неким каснијим радовима та претпоставка је одбачена.